# Línea 7 (autobuses urbanos de Granada)
La línea 7 es una línea regular de autobús urbano de la ciudad española de Granada que fue reincorporada a la red de autobuses urbanos en junio de 2025. Sustituye las líneas N8 y 25 anteriores para ofrecer un mejor servicio a los habitantes de El Fargue, La Rosaleda y Parque de las Alquerías y mejorar la conexión de estas áreas urbanas con el centro de la ciudad.
Anteriormente, fue una línea operada por la empresa Transportes Rober y realizaba el recorrido comprendido entre Haza Grande y Villa Argaz, a través del eje Avenida de la Constitución-Gran Vía.

## Recorrido
Conecta el barrio de El Fargue con el centro de la ciudad pasando por las zonas de Haza Grande y Cartuja. Su recorrido continúa por el centro, pasando por Triunfo, el campus universitario de Fuentenueva, Camino de Ronda, La Rosaleda, hasta llegar al Parque de las Alquerías.